# Kilayim
Les kilayim (hébreu : כִּלְאַיִם « mélanges » ou « hybrides ») désignent dans la loi juive six mélanges interdits par la Bible :
- les kilaëi zeraïm (« hybrides de semence »), mélange de semences d’espèces différentes dans un même champ,
- les kilaëi ilan (« hybrides d’arbre »), croisement d’arbres d’espèces différentes,
- les kilaëi hakerem (« hybrides du verger »), semence d’espèces végétales dans un verger,
- l’attelage d’un bœuf et un âne à une même charrue,
- les kilaëi behema (« hybrides de bête »), croisement d’espèces animales différentes,
- les kilaëi begadim (« hybrides d’habits ») ou shaatnetz, croisement de laine et de lin dans un même habit.